# Der Mythus des 20. Jahrhunderts

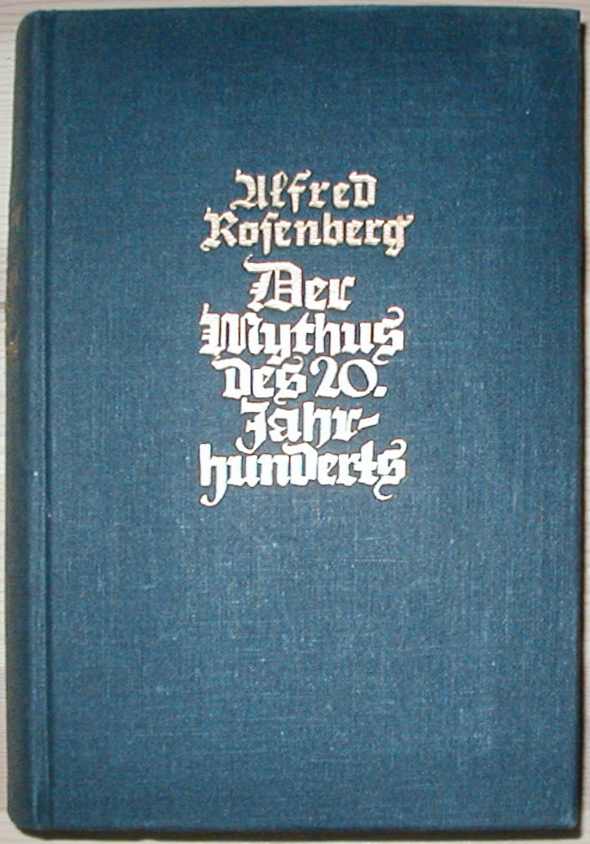
„Der Mythus des 20. Jahrhunderts“. Einband der 143.–146. Auflage von 1939

Der Mythus des 20. Jahrhunderts ist der Titel eines antisemitischen Buches, das der NSDAP-Parteiideologe Alfred Rosenberg verfasste und gegen Ende der Weimarer Republik 1930 im Hoheneichen-Verlag veröffentlichte. Die als sein Hauptwerk betrachtete Schrift ist von den Ideen Houston Stewart Chamberlains beeinflusst, umfasst mehrere hundert Seiten und trägt den Untertitel „Eine Wertung der seelisch-geistigen Gestaltenkämpfe unserer Zeit“. Rosenberg arbeitet mit Ansätzen einer Rassentheorie, um die Vorstellung von einer „Rassenseele“ sowie einer „Religion des Blutes“ zu einem politischen und religiösen Glaubenskonzept zu verbinden. 
Die drei Hauptkapitel heißen Das Ringen der Werte, Wesen der germanischen Kunst und Das kommende Reich. Bis 1944 betrug die „Volksauflage“ 1.075.000 Exemplare; hinzu kamen im Zweiten Weltkrieg 260.000 Bücher der „Dünndruck-Ausgabe“. Die Bedeutung des Werks in der Zeit des Nationalsozialismus lässt sich trotzdem schwer abschätzen. Es wird als das anspruchsvollste Werk eines führenden Nationalsozialisten angesehen und gilt – neben Hitlers Mein Kampf – als das einflussreichste. Seit Kriegsende ist Rosenbergs Buch noch als Dokument zu seiner Person und zum Phänomen Nationalsozialismus von geschichtswissenschaftlichem und ideologiekritischem Interesse.

## Inhalt des Buches

### Geschichtsphilosophie
Beim Mythus handelt es sich um den Versuch, in einer geschichtsphilosophischen Darstellung die nationalsozialistische Ideologie zum Ziel der Menschheit zu erklären. Nach Rosenberg ist die Weltgeschichte geprägt durch den ewig tobenden Kampf zwischen den nordisch-atlantischen und den jüdisch-semitischen Völkern. Einzig das nordische Volk bringe Kultur hervor. Ausgehend von einer kurzen und vage gehaltenen Spekulation bezüglich des von Platon erwähnten mythischen Inselreichs Atlantis erklärt er, das nordische Volk sei zunächst über die Inder und Perser in Erscheinung getreten. Das klassische Griechenland wurde so zum „nordischen Hellas“ und das alte Rom zum „nordisch-republikanischen Latinertum“ vereinnahmt. Nach ihm ist der einzig legitime Nachfahre dieses nordischen Volkes das deutsche Volk.

### Rassismus
Dieses nordische Volk verstand Rosenberg als Rasse, wobei diese kein biologisches, sondern ein geistiges Phänomen darstelle. In dieser Ablehnung eines „Rassematerialismus“ war er sich einig mit seinem Erzrivalen Joseph Goebbels, der wie er den ideologischen Kurs der NSDAP prägen wollte.
Die Rasse wiederum stilisierte Rosenberg zum eigenständigen Organismus, indem er ihr eine allen Angehörigen gemeinsame Seele zuordnete – die „Rassenseele“. Diese Rassenseele sei Trägerin und Ausdruck der jeweilige Rasse. Somit sei das Handeln des einzelnen Rassenangehörigen nur Ausdruck der dem Kollektiv innewohnenden treibenden Kraft. Um das eigentliche Ziel zu erreichen, sei es nötig, jegliche Form der Individualisierung zu unterdrücken, weil diese die Einheit der Rasse an sich gefährde. Ausprägungen dieser Rassenseele würden sich in Kultur, Politik, Rechtssystem, Technik und Kunst ausdrücken. Auf diese Weise ließen sich am Verlauf der Weltgeschichte die Rassenzugehörigkeit der jeweiligen Völker an ihren kulturellen Leistungen ablesen. Diese Leistungen hätten also nicht Individuen geschaffen, sondern seien Ausdruck der kollektiven Seele der jeweiligen Rasse, welche das ihr innewohnende Ideal schaffen möchte. Die kulturellen Leistungen von Immanuel Kant, Richard Wagner, Meister Eckhart und anderen Schaffenden dienten Rosenberg als unumstößlicher Beweis der Überlegenheit der nordischen Rasse.

### Antisemitismus
Schon als Jugendlicher war Rosenberg fasziniert von der Schrift Die Grundlagen des 19. Jahrhunderts von Houston Stewart Chamberlain. Das Werk habe ihm die Bedeutung des „jüdischen Problems“ vermittelt. 1928, ein Jahr nach dem Tod Chamberlains, veröffentlichte Rosenberg ein Buch unter dem Titel Houston Stewart Chamberlain als Verkünder und Begründer einer deutschen Zukunft. Im Dezember 1938 schrieb er, dass die Juden sich darauf vorbereiteten, Europa „in einem Blutrausch [zu] vernichten“.
Im Mythus stellte er das Judentum der „nordischen Rassenseele“ gegenüber und polarisierte beide Ebenen mit nicht näher begründeten Feindbildern. Die jüdische Religion wurde als teuflisch bezeichnet, während die nordische Rassenseele eine neue Art von Göttlichkeit in sich trage. Hitler arbeitete mit derselben Technik durch Behauptungen; so seien die Arier „Gotteskinder“ und ein Jude wiederum die „Personifikation des Teufels“ oder gar „Widersacher jeden Menschentums“. Jesus Christus wiederum sei kein Jude, sondern eine Verkörperung der nordischen Rassenseele gewesen. Dieser vermeintliche Sachverhalt sei zunächst vom Judentum selbst, später von Paulus und dann auch von der römisch-katholischen Kirche falsch dargestellt worden, um der nordischen Rassenseele zu schaden („römisch-syrisches Prinzip“). Diese und mehrere andere Stellen (etwa die Behauptung, es sei der 1914 in Frankreich angeblich herrschende Rothschild gewesen, der den Ersten Weltkrieg unvermeidlich gemacht hätte) zeigen, dass die Grundlage des rosenbergschen Denkens weiterhin die rassistische Verschwörungstheorie blieb, auch wenn er versuchte, diese mit seinen intellektuell-geschichtsphilosophischen Spekulationen zu verbrämen.
Im Mythus forderte Rosenberg, Geschlechtsverkehr zwischen Deutschen und Juden, Notzucht u. a. je nach Schwere des Falles mit Vermögensbeschlagnahme, Ausweisung, Zuchthaus und Tod zu bestrafen. Dieser Vorschlag führte bereits im März 1930 zu einem Gesetzesvorschlag der Nationalsozialisten im Reichstag.
Rosenberg ließ 1939 in einer Denkschrift des Außenamtes zur „Judenfrage“ erklären:

„Das Judentum erstrebt heute einen Judenstaat in Palästina. Aber nicht etwa, um den Juden in aller Welt eine Heimat zu geben, sondern aus anderen Gründen; das Weltjudentum müsse einen kleinen Miniaturstaat haben, um exterritoriale Gesandte und Vertreter in alle Länder der Welt senden und durch diese seine Herrschaftsgelüste vorwärtstreiben zu können. Vor allem aber will man ein jüdisches Zentrum, einen jüdischen Staat haben, in den man die jüdischen Hochstapler aus aller Welt, die von der Polizei anderer Länder verfolgt werden, unterbringen, mit neuen Pässen ausrüsten und dann in andere Teile der Welt schicken kann. Es ist zu wünschen, daß die Judenfreunde in der Welt, vor allem die westlichen Demokratien, die über soviel Raum in allen Erdteilen verfügen, den Juden ein Gebiet außerhalb Palästinas zuweisen, allerdings nicht, um einen jüdischen Staat, sondern um ein jüdisches Reservat einzurichten.“

### Der formende Wille
Angelpunkt der Rosenbergschen Theorie war sein Glaube an einen der „Rassenseele“ wesenhaften Willen. Dazu definiert er den nicht weiter abgeleiteten Willen als formende Kraft:
„Und auf alle Zweifel und Fragen kennt der neue Mensch des kommenden Ersten Deutschen Reiches nur eine Antwort: ‚Ich will‘.“
Diese formende Kraft werde zuerst der Natur und später auch fremden Völkern eine erwünschte Gestaltung aufbürden. Dieses Merkmal nennt Rosenberg auch „dynamisch-willenhaft“ oder „geistig-architektonisch“.
Die „edelste Form“ der nationalsozialistischen Ethik wiederum würde sich in genau diesem bloßen Wollen ausdrücken, welches sich selbst ein Ziel setzt. Darauf baute Rosenberg nun eine Kunsttheorie auf, deren Kernaussage es war, dass ein Kunstwerk umso ästhetischer wirke, je mehr sich darin ein starker formender Wille zu erkennen gäbe. Dies erinnert wiederum an Hitlers Aussage bezüglich der Architektur des Reichsparteitages in Nürnberg, es handele sich um „steinerne Weltanschauung“.
Der Wille selbst war nach Rosenberg keiner Moral untergeordnet. Die Rosenbergsche Metaphysik des Willens legitimierte also letzten Endes fast alles Handeln – soweit dieses von einem starken Führer gewollt und angeordnet werde: „Das ist die Aufgabe unseres Jahrhunderts: Aus einem neuen Lebens-Mythus einen neuen Menschentypus zu schaffen.“ Damit wird der Weg bereitet für die Unterwerfung fremder Völker, für Menschenzüchtung in Lebensbornen, Zwangssterilisation von genetisch Kranken sowie für die „Vernichtung lebensunwerten Lebens“.
Siehe auch die Geschichte der Euthanasie: „Euthanasie“ als Bezeichnung für nationalsozialistische Krankenmorde.

## Wirkungsgeschichte

### Innerhalb der NSDAP
Rosenbergs Buch erreichte zwar eine Millionenauflage und galt nach Hitlers Bekenntnisbuch Mein Kampf als zweites Standardwerk der NS-Ideologie. In Wirklichkeit kam die Veröffentlichung Hitler jedoch sehr ungelegen: Bereits Ende der zwanziger Jahre war Weisung an alle Propaganda-Stellen der Partei ergangen, den Antisemitismus zurückzuschrauben und stattdessen mehr auf Agrar- und Außenpolitik zu setzen. Rosenbergs radikal antisemitisches und obendrein als „antichristlich“ interpretiertes Buch bot nun neue Angriffsflächen, weshalb Hitler es als völlig inoffizielle Privatarbeit abtat. Als solche wurde es dann auch parteioffiziell erklärt. Die Bezeichnung „Chefideologe“ der NSDAP ist also mit Blick auf den Mythus unzutreffend. Hitler empfand zudem das Werk als „zu schwer“ zu lesen, Goebbels tat es gar als „intellektuellen Rülpser“ ab, denn die Nationalsozialisten definierten sich ja bewusst als Tat- und Gewaltmenschen, denen jede Art des Intellektualismus fremd war. Daher kam Joachim Fest 1963 zu dem Urteil, Rosenberg sei zum „Philosophen“ einer Bewegung [geworden], „deren Philosophie am Ende nahezu immer die Macht war. Rosenberg selbst habe das freilich nie erkannt oder gar anerkannt und sei gerade deshalb im Verlauf der Jahre, als der Machtgedanke die ideologischen Drapierungen zusehends überspielte, zum vergessenen Gefolgsmann geworden: kaum noch ernst genommen, mutwillig übersehen und herumgestoßen, ein Requisit aus der ideologisch gestimmten Frühzeit, der Werbephase der Partei.“
Folgt man Rosenbergs Eigendarstellung von 1945, war das Verhältnis Hitlers zu Rosenberg und dem von ihm repräsentierten Neuheidentum keine Konstante in Hitlers Politik, sondern Hitler nahm diesbezüglich immer Rücksicht auf seine außenpolitischen Beziehungen zu Benito Mussolini, der wiederum Rücksichten auf den Vatikan zu nehmen hatte. Mit der großen deutschen Kirchenaustrittsbewegung, die 1937 begann, standen Rosenbergs Mythus sowie seine Dunkelmänner- und die Protestantische Rompilger-Schriften (1937) in engem Zusammenhang. Alle diese Schriften wurden damals in hohen Auflagen verkauft und breit in der Öffentlichkeit diskutiert.
Rosenberg nahm die Wirkung seines Mythus sehr genau wahr. 1939 gestand er sich ein, dass die „nationalsozialistische Weltanschauung noch nicht ihre endgültigen Formen ausgebildet“ habe. Allerdings war er unter der Bedingung zuversichtlich gestimmt, „wenn in dieser entscheidenden Epoche eine einheitliche weltanschauliche Haltung für die Zukunft gesichert“ werde. Die Verunsicherung bei ihm folgte indessen Ende Januar 1940, weil Hitler ihm erklärt habe, dass „unsere Weltanschauung“ der „exakten Forschung nicht vorschreiben, sondern aus ihrer Arbeit die abstrakten Gesetze folgern“ solle. Rosenberg beruhigte sich indessen, indem er den bei Hitler wahrgenommenen Positivismus gleichsam relativierte: „Die positivistische Note des Führers war mir etwas neu. Da er aber den sicheren Glauben an Vorsehung hat, sind eben beide Welten bei ihm zu Hause.“

### Weitere Reaktionen in Deutschland
Auf römisch-katholischer Seite löste das Buch starke Reaktionen unter kirchlichen Autoren aus, die aus Glaubenssicht fundamentale Kritik an Rosenbergs „neuheidnischen“ Thesen übten und deren Unvereinbarkeit mit einer katholischen Weltsicht feststellten. Der Mythus wurde am 7. Februar 1934 vom Heiligen Stuhl (Heiliges Offizium) auf den „Index librorum prohibitorum“, die Liste der für Mitglieder der katholischen Kirche verbotenen Bücher, gesetzt. Nachdem im Juli 1933 das Reichskonkordat unterzeichnet worden und die ursprünglich scharf abwehrende Position gegenüber dem Nationalsozialismus in weiten Teilen der katholischen Hierarchie einer zeitweilig positiveren, abwartenden Haltung gewichen war, fokussierte sich die weltanschauliche Kritik derjenigen katholisch-theologischen Autoren, die einer Annäherung an die NS-Ideologie weiterhin ablehnend gegenüberstanden, im Lauf des Jahres 1934 vor allem auf den Mythus.
Als Erwiderung auf die Schrift entstand im Erzbistum Köln unter der Leitung von Domvikar Joseph Teusch als Leiter der „Abwehrstelle gegen antichristliche Propaganda“ des Erzbistums eine Aufsatzreihe Studien zum Mythos des XX. Jahrhunderts; die Idee dazu hatte Teusch gemeinsam mit dem Bonner Kirchenhistoriker Wilhelm Neuß entwickelt. Das Sammelwerk war keine Kampfschrift, sondern verstand sich als wissenschaftliche Auseinandersetzung mit Rosenbergs Thesen unter biblischen, mystischen, kirchengeschichtlichen und moraltheologischen Gesichtspunkten. Die Beiträge wurden hauptsächlich von Dozenten der Universität Bonn verfasst, neben Neuß vor allem Josef Steinberg, Karl Theodor Schäfer und Werner Schöllgen. Da der Kölner Erzbischof Joseph Kardinal Schulte vor einer Veröffentlichung zurückschreckte, übernahm sie der Bischof Clemens August Graf von Galen im Bistum Münster. Nachdem die Schrift dort knapp einer Beschlagnahmung entgehen konnte, wurde sie schließlich auch in Köln und in allen anderen Diözesen Deutschlands als Beilage zum Kirchlichen Anzeiger veröffentlicht. Es gelang Rosenberg nicht, die Autoren zu enttarnen.
NS-kritische katholische Theologen wie Konrad Algermissen und Paul Simon reagierten noch im Herbst 1934 mit eigenen, teilweise sehr kämpferischen Schriften auf das Werk Rosenbergs. Algermissen widerlegte in seinem Buch Rosenbergs geschichtsphilosophische Interpretationen und wies ihm zahlreiche falsche historische Beispiele nach. Simon wandte sich eloquent gegen die nationalsozialistische Rassenlehre und blieb den Lesern mit seinem ironischen Vorschlag in Erinnerung, Winnetou als Prototyp des „nordischen Menschen“ aufzufassen. Gegen beide Autoren und ihre Bücher wurden von den NS-Behörden Sanktionen verhängt.
1935 wurde dem damaligen Chefredakteur des Berliner Tageblatts, dem bürgerlich-protestantischen Journalisten Paul Scheffer, bei einer Pressekonferenz des Propagandaministeriums Rosenbergs Schrift in harschem Ton als redaktionelle Leitlinie aufgegeben. Vorausgegangen war ein Leitartikel, in dem Scheffer geschrieben hatte, dass „die Völker mit intakten Religionsgemeinschaften, wie es sie beispielsweise in Italien und England gebe, den anderen Nationen an seelischer Spannkraft überlegen seien. Deutschland hingegen fehle die reguläre Verbindlichkeit“. Zum Schrecken der Konferenzteilnehmer verbat sich Scheffer nicht nur den anmaßenden Ton, sondern parierte mit einer ironischen Bemerkung: „Im Übrigen nehme ich zur Kenntnis, dass Deutschland jetzt eine Religion besitzt, von der der erste Band bereits erschienen ist.“
Im Protestantismus wurde der Mythus insgesamt weniger stark abgelehnt als im Katholizismus, weil Rosenberg eine positive Sicht des „deutschen Luther“ vertrat. Allerdings kamen bekennende Theologen zur Erkenntnis, dass der Mythus dem Christentum insgesamt den Boden entzog. Das provozierte auch hier zahlreiche, überwiegend kritische Reaktionen auf das Buch. Walter Künneth schrieb im kirchlichen Auftrag eine umfangreiche Widerlegung. Der Pfarrer Rudolf Homann veröffentlichte 1935 die Gegenschrift Der Mythos und das Evangelium. Albrecht Oepke trat offen gegen die von ihm als pseudowissenschaftlich charakterisierten Darstellungen Rosenbergs auf. Der Jenaer Theologieprofessor Walter Grundmann hingegen folgte der Forderung Rosenbergs nach einer „Germanisierung des Christentums“ und gründete das Institut zur Erforschung und Beseitigung des jüdischen Einflusses auf das deutsche kirchliche Leben.
Der Geschichtsphilosoph Oswald Spengler, Autor von Der Untergang des Abendlandes, fällte über den Mythus des 20. Jahrhunderts das vernichtende Urteil: „Ein Buch, an dem nichts stimmt außer den Seitenzahlen.“ Die Idee einer „rassischen Reinheit“ muss ihm grotesk erschienen sein.

### Nürnberger Prozess
Während der Nürnberger Prozesse brachte der Verteidiger des NS-Führerkorps Robert Servatius den Mythus zur Sprache. Dabei begründete er seine Gesamteinschätzung des unmittelbaren „Einflusses“ dieser Schrift im Hinblick auf die allgemeine NS-Kirchenpolitik mit nur wenigen Indizien, indem er das Dokument PL-62e heranzog und verkündete: „Auch der ‚Mythus‘ konnte ihnen in der Kirchenfrage keinen Aufschluss geben. Dieses Buch war schwer verständlich und hat niemals den parteiamtlichen Vermerk der Unbedenklichkeit erhalten.“ Dass Rosenberg bereits 1933 von Adolf Hitler persönlich zum Beauftragten des Führers für die Überwachung der gesamten geistigen und weltanschaulichen Schulung und Erziehung der NSDAP (BDFÜ) ernannt, dieses Amt bis 1945 nie in Frage gestellt wurde und Rosenberg deshalb kein derartiges Unbedenklichkeitszertifikat benötigte, verschwieg Servatius im Rahmen seiner Verteidigung. Die emotionale Beteiligung angesichts der Auseinandersetzung mit den Kriegsverbrechen und dem Völkermord schlug sich mitunter auch in der Sprache nieder, wobei entweder die Schrift oder die Person selbst angesprochen wurde. So sagte der sowjetische Generalleutnant und Hauptankläger Roman Rudenko mit Blick auf die Person: „Wie dem auch sei, Fritzsche, Schirach, Streicher, Rosenberg: Sie alle arbeiteten auf dem Gebiet an der Blendung des deutschen Volkes. Sie waren Propagandisten des Satans, sie bereiteten das Feld für die verbrecherischen Pläne des Nationalsozialismus. Ihre Weltanschauung wirkte sich am verheerendsten in der Judenverfolgung aus.“
Allerdings wurden nicht nur Personen in Verbindung mit dem Bösen gebracht, sondern ebenso einzelne literarische Werke des Nationalsozialismus. So bei den Autoren, die nur wenige Monate nach dem Nürnberger Prozess das Buch Portrait eines Menschheitsverbrechers nach den hinterlassenen Memoiren des ehemaligen Reichsministers Alfred Rosenberg veröffentlichten. Unter einem Foto, auf dem – einschließlich Rosenbergs Mythus – acht Bücher von Nationalsozialisten abgebildet sind, fügten sie diese Bildunterschrift hinzu: „Das Programm des Satans: NS-Propagandaschriften des Reichs“. Und der Jurist Robert Kempner, der als Rechtsanwalt beim Nürnberger Prozess beteiligt gewesen ist, fragte sich noch viele Jahre später, warum der Mythus in seiner Zeit überhaupt in irgendeiner Weise ernst genommen werden konnte. So zitierte er zunächst folgenden Satz aus dem Buch: „Ein neuer Glaube ist heute im Entstehen begriffen: Der Mythus des Blutes, der Glaube, mit dem Blute das göttliche Wesen des Menschen zu verteidigen.“ Und Kempner schlussfolgert: „Noch niemand hat diese abgehackte Zusammenhanglosigkeit entziffern können, aber da Rosenberg selbst behauptete, darin den schlüssigen Beweis für die Herrenrasse geführt zu haben, waren andere bereit, diesem gequälten und verworrenen Phrasenschwall die Autorität einer Offenbarungsschrift zuzuschreiben. […] Alles und nichts konnte damit bewiesen werden.“

### Geschichtsforschung
Unabhängig davon, welche Wirkung die politische Schrift Der Mythus hinterlassen hat, waren für Rosenberg die Bedingungen erfüllt, um sie und die darin enthaltenen Ideen zu verbreiten. Reinhard Bollmus schrieb 1970:

„Rosenberg setzte vielmehr alle seine Befugnisse, so wie sie sich nach seiner Ansicht aus dem Führer-Auftrag ergaben, selbst fest und bestimmte auch seine Tätigkeitsgebiete ohne Anweisung von höherer Stelle. Hitler und Heß sprachen keine Billigung aus, bestritten aber auch nicht die Richtigkeit des Vorgehens. Sie erteilten keine Ratschläge, stellten keine bestimmten Aufgaben, verhängten keine Verbote und äußerten sich nicht zu der Frage, ob Rosenbergs Interpretation der Weltanschauung allein, zum Teil oder auch nur überhaupt maßgeblich sei.“

Wie Bollmus schreibt, hatte Rosenberg von Hitler keine Sanktionen zu befürchten, weder für den Mythus noch für seine in zahlreichen anderen Schriften verbreitete Rassenideologie insgesamt. Bollmus sieht den Mythus als Ausdruck der Unbestimmtheit der nationalsozialistischen Ideologie, da der Inhalt „dieser Weltanschauung nicht systematisch zu bestimmen“ sei. Der Mythus enthalte kaum eine These, „die einer rationalen Nachprüfung standgehalten hätte“; es „bedurfte der Bedingungen einer totalitären Diktatur, um den Versuch zur Realisierung solcher ideologischer Fiktionen unternehmen zu können“.
Bollmus deutete bereits ein allgemein formuliertes erkenntnistheoretisches Defizit im Konzept des Mythus an, indem er schrieb, dass „weder die antisemitischen noch die antikommunistischen und nationalistischen Behauptungen Rosenbergs ihren Grund in persönlicher Erfahrung oder kritisch gewonnener Einsicht“ hätten, was Rosenberg „ungewollt selbst bestätigt“ habe. Wie sich zudem aus „vielen Schriften des späteren Parteitheoretikers“ ersehen lasse, seien seine angeblichen „Einsichten“ lediglich „intuitiv“ gewonnen. Rosenberg hätte „von vornherein darauf verzichtet, Hypothesen empirisch oder analytisch nachzuprüfen“. Reinhard Bollmus versuchte als einer der ersten Autoren in der Nachkriegszeit, den Mythus aus erkenntnistheoretischer Perspektive ins Blickfeld zu nehmen, auch wenn er diesen Ansatz nur am Rande erwähnt und nicht weiter verfolgte. Seine Idee zu dieser Herangehensweise hatte allerdings handfeste Wurzeln: Bollmus machte darauf aufmerksam, dass bereits kurz nach dem Erscheinen des Buches von christlicher Seite aus weniger Rosenbergs „Weltanschauung“ direkt kritisiert worden sei, „wie Rosenberg glauben machen wollte“, sondern „vielmehr seine wissenschaftliche Methodik“.
1998 charakterisierte Juliane Wetzel in der Enzyklopädie des Nationalsozialismus den Mythus des 20. Jahrhunderts in ihrem gleichlautenden Artikel als pseudowissenschaftlich. Sie schrieb, dass Rosenberg „seine pseudowissenschaftlichen Ideen vom Neuheidentum, der Überlegenheit des nordischen Blutes und der Mystik von ›Reinheit‹“ entwickelt habe, „das sich gegen Juden und Freimaurer erfolgreich durchsetzte“. Auch der Ausdruck „verquaster Stil“ ist bei ihr zu finden und sie gab Rosenbergs Schreibstil zudem als einen Grund dafür an, weshalb der Mythus „kaum Leser“ gefunden hätte, selbst „bei Parteifunktionären“ nicht.

### Kulturwissenschaft
Nach Reinhard Bollmus hat Rosenberg die „gesamte moderne Kunst“ fehlbeurteilt; er sei „seiner früheren Neigung zu populärwissenschaftlicher Spekulation über phantasievoll konstruierte Zusammenhänge zwischen alten Kulturen, Rassen und Bevölkerungsbewegungen“ nachgegangen.
1997 schrieb der Historiker Thomas Mathieu:

„Von seinem ›Überwachungs‹-Trauma besessen dachte Rosenberg kaum daran, eine  neue  Kunst nach seinen Vorstellungen zu inspirieren und zu fördern: Seinen Mythus des 20. Jahrhunderts mit dem Schönheitsideal des ›Frontkämpfers‹, seine Ästhetik des ›germanischen Sachlichkeitsstils‹ kannte kaum jemand. Ein Genie, das aus seiner Sicht sein Modell des ›ästhetischen Willens‹ angemessen verkörpern konnte, fand sich nicht. Der  alten, völkischen Kunst fehlte sogar in den Augen ihres Mentors Rosenberg das ›elementare Vorwärtsdrängen‹ […]. Sie blieb auf ihren Gleisen in der Vergangenheit und erreichte weder national noch international vorzeigbare Qualität.“

### Politikwissenschaft
Der Politikwissenschaftler Claus-Ekkehard Bärsch begegnete in seinem 1998 veröffentlichten Buch Die politische Religion des Nationalsozialismus dem erkenntnistheoretisch angelegten Versuch einer Kritik des Mythus mit Skepsis. Für ihn sei der Rassenideologie von Rosenberg nicht mit den Argumenten der Wertfreiheit und Objektivität der Wissenschaft beizukommen. Er schrieb: „Gewiss liegt es nahe zu behaupten, Rosenberg hätte weder Kant noch das Prinzip Wissenschaft begriffen. Aber erst durch die Begründung dieses Einwandes werden die Regeln des wissenschaftlichen Denkens erfüllt, und erst dadurch könnte ein Beitrag zur Erklärung des Rassismus geleistet werden.“